# Leptotarsus (Macromastix) brisbaneiensis
Leptotarsus (Macromastix) brisbaneiensis is een tweevleugelige uit de familie langpootmuggen (Tipulidae). De soort komt voor in het Australaziatisch gebied.